# Näsnabben
Näsnabben este o arie protejată (arie specială de conservare — SAC, sit de importanță comunitară — SCI) din Suedia întinsă pe o suprafață de 78,3 ha, integral pe uscat.

## Localizare
Centrul sitului Näsnabben este situat la coordonatele 57°05′17″N 12°29′24″E / 57.0881°N 12.4901°E.

## Înființare
Situl Näsnabben a fost declarat sit de importanță comunitară în iulie 2000 pentru a proteja un număr necunoscut de specii din flora spontană și fauna sălbatică aflate în arealul zonei. Situl a fost protejat și ca arie specială de conservare în martie 2011.

## Biodiversitate
Situată în ecoregiunea continentală, aria protejată conține 1 habitat natural: Păduri de fag Luzulo-Fagetum.
La baza desemnării sitului se află un număr nedeclarat de specii protejate.